# Bogogno
Bogogno is een gemeente in de Italiaanse provincie Novara (regio Piëmont) en telt 1221 inwoners (31-12-2004). De oppervlakte bedraagt 8,4 km², de bevolkingsdichtheid is 145 inwoners per km².
De volgende frazioni maken deel uit van de gemeente: Arbora, Montecchio.

## Demografie
Bogogno telt ongeveer 540 huishoudens. Het aantal inwoners steeg in de periode 1991-2001 met 3,3% volgens cijfers uit de tienjaarlijkse volkstellingen van ISTAT.
| Jaar | Inwoneraantal |
| ---- | ------------- |
| 1991 | 1122          |
| 2001 | 1159          |

## Geografie
Bogogno grenst aan de volgende gemeenten: Agrate Conturbia, Borgomanero, Cressa, Suno, Veruno.